# 2016年のWTAツアー
2016年のWTAツアーは2016年のWTAツアーの日程と決勝結果である。

## 日程
2016年WTAカレンダーより作成
| グランドスラム          |
| オリンピック            |
| WTAファイナルズ         |
| プレミア・マンダトリー  |
| プレミア5               |
| WTAエリート・トロフィー |
| プレミア                |
| インターナショナル      |
| チームイベント          |

| 日時            | 大会名 | 優勝者                                                            | 準優勝者                                             | 試合結果 （スコア）    |
| --------------- | --- | ----------------------------------------------------------------- | ---------------------------------------------------- | ---------------------- |
| 1月4日          | ホップマンカップ パース 男女混合国別対抗戦 - ハード (室内) - 8チーム (RR)                                                           | オーストラリア・グリーン                                          | ウクライナ                                           | 2-0                    |
| 1月4日          | ブリスベン国際 ブリスベン $1,000,000 - ハード - 30S/32Q/16D                                                                         | ビクトリア・アザレンカ                                            | アンゲリク・ケルバー                                 | 6–3, 6–1               |
| 1月4日          | ブリスベン国際 ブリスベン $1,000,000 - ハード - 30S/32Q/16D                                                                         | マルチナ・ヒンギス サニア・ミルザ                                 | アンゲリク・ケルバー アンドレア・ペトコビッチ        | 7–5, 6–1               |
| 1月4日          | 深圳オープン 深圳 $500,000 - ハード - 32S/16Q/16D                                                                                   | アグニエシュカ・ラドワンスカ                                      | アリソン・リスク                                     | 6–3, 6–2               |
| 1月4日          | 深圳オープン 深圳 $500,000 - ハード - 32S/16Q/16D                                                                                   | バニア・キング モニカ・ニクレスク                                 | 徐一幡 鄭賽賽                                        | 6–1, 6–4               |
| 1月4日          | ASBクラシック オークランド $250,000 - ハード - 32S/32Q/16D                                                                          | スローン・スティーブンス                                          | ユリア・ゲルゲス                                     | 7–5, 6–2               |
| 1月4日          | ASBクラシック オークランド $250,000 - ハード - 32S/32Q/16D                                                                          | エリーズ・メルテンス アン＝ソフィー・メスタフ                     | ダンカ・コビニッチ バルボラ・ストリコバ              | 2–6, 6–3, [10–5]       |
| 1月9日          | アピア国際 シドニー $753,000 - ハード - 30S/32Q/16D                                                                                 | スベトラーナ・クズネツォワ                                        | モニカ・プイグ                                       | 6–0, 6–2               |
| 1月9日          | アピア国際 シドニー $753,000 - ハード - 30S/32Q/16D                                                                                 | マルチナ・ヒンギス サニア・ミルザ                                 | キャロリン・ガルシア クリスティナ・ムラデノビッチ    | 1–6, 7–5, [10–5]       |
| 1月9日          | ホバート国際 ホバート $250,000 - ハード - 32S/32Q/16D                                                                               | アリーゼ・コルネ                                                  | ウージニー・ブシャール                               | 6–1, 6–2               |
| 1月9日          | ホバート国際 ホバート $250,000 - ハード - 32S/32Q/16D                                                                               | 韓馨蘊 クリスティナ・マクヘール                                   | キンバリー・ビレル ヤルミラ・ウルフ                  | 6–3, 6–0               |
| 1月18日 1月25日 | 全豪オープン メルボルン $14,835,728 - ハード 128S/96Q/64D/32X シングルス – ダブルス – 混合ダブルス                                  | アンゲリク・ケルバー                                              | セリーナ・ウィリアムズ                               | 6–4, 3–6, 6–4          |
| 1月18日 1月25日 | 全豪オープン メルボルン $14,835,728 - ハード 128S/96Q/64D/32X シングルス – ダブルス – 混合ダブルス                                  | マルチナ・ヒンギス サニア・ミルザ                                 | アンドレア・フラバーチコバ ルーシー・ハラデツカ      | 7–6(7–1), 6–3          |
| 1月18日 1月25日 | 全豪オープン メルボルン $14,835,728 - ハード 128S/96Q/64D/32X シングルス – ダブルス – 混合ダブルス                                  | エレーナ・ベスニナ ブルーノ・ソアレス                             | ココ・バンダウェイ ホリア・テカウ                    | 6-4, 4-6, [10-5]       |
| 2月1日          | フェドカップ1回戦 クルジュ＝ナポカ - ハード (室内) ライプツィヒ - ハード (室内) マルセイユ - ハード (室内) モスクワ - ハード (室内) | 勝利チーム · チェコ · スイス · フランス · オランダ                | 敗退チーム · ルーマニア · ドイツ · イタリア · ロシア | 3-2 4-1 3-1            |
| 2月8日          | サンクトペテルブルク・レディース・トロフィー サンクトペテルブルク $753,000 - ハード (室内) - 28S/32Q/16D                            | ロベルタ・ビンチ                                                  | ベリンダ・ベンチッチ                                 | 6-4, 6-3               |
| 2月8日          | サンクトペテルブルク・レディース・トロフィー サンクトペテルブルク $753,000 - ハード (室内) - 28S/32Q/16D                            | マルチナ・ヒンギス サニア・ミルザ                                 | ベラ・ドゥシェビナ バルボラ・クレイチコバ            | 6-3, 6-1               |
| 2月8日          | 台湾オープン 高雄 $500,000 - ハード - 32S/24Q/16D                                                                                   | ビーナス・ウィリアムズ                                            | 土居美咲                                             | 6–4, 6–2               |
| 2月8日          | 台湾オープン 高雄 $500,000 - ハード - 32S/24Q/16D                                                                                   | 詹皓晴 詹詠然                                                     | 穂積絵莉 加藤未唯                                    | 6–4, 6–3               |
| 2月15日         | ドバイ・デューティ・フリー・テニス選手権 ドバイ $2,000,000 - ハード - 28S/32Q/16D                                                   | サラ・エラニ                                                      | バルボラ・ストリコバ                                 | 6–0, 6–2               |
| 2月15日         | ドバイ・デューティ・フリー・テニス選手権 ドバイ $2,000,000 - ハード - 28S/32Q/16D                                                   | 荘佳容 ダリヤ・ユラク                                             | キャロリン・ガルシア クリスティナ・ムラデノビッチ    | 6–4, 6–4               |
| 2月15日         | リオ・オープン リオデジャネイロ $250,000 - クレー - 32S/24Q/16D                                                                     | フランチェスカ・スキアボーネ                                      | シェルビー・ロジャース                               | 2-6, 6-2, 6-2          |
| 2月15日         | リオ・オープン リオデジャネイロ $250,000 - クレー - 32S/24Q/16D                                                                     | ベロニカ・セペデ・ロイグ マリア・イリゴエン                       | タラ・ムーア コニー・ペラン                          | 6–1, 7–6(7–5)          |
| 2月22日         | カタール・トータル・オープン ドーハ $2,818,000 - ハード - 56S/32Q/28D                                                               | カルラ・スアレス・ナバロ                                          | エレナ・オスタペンコ                                 | 1–6, 6–4, 6–4          |
| 2月22日         | カタール・トータル・オープン ドーハ $2,818,000 - ハード - 56S/32Q/28D                                                               | 詹皓晴 詹詠然                                                     | サラ・エラニ カルラ・スアレス・ナバロ                | 6–3, 6–3               |
| 2月22日         | アビエルト・メキシコ・テルセル アカプルコ $250,000 - ハード - 32S/24Q/16D                                                           | スローン・スティーブンス                                          | ドミニカ・チブルコバ                                 | 6–4, 4–6, 7–6(7-5)     |
| 2月22日         | アビエルト・メキシコ・テルセル アカプルコ $250,000 - ハード - 32S/24Q/16D                                                           | アナベル・メディナ・ガリゲス アランチャ・パラ・サントンハ         | キキ・ベルテンス ヨハンナ・ラーション                | 6–0, 6–4               |
| 2月29日         | モンテレイ・オープン モンテレイ $250,000 - ハード - 32S/32Q/16D                                                                     | ヘザー・ワトソン                                                  | キルステン・フリプケンス                             | 3–6, 6–2, 6–3          |
| 2月29日         | モンテレイ・オープン モンテレイ $250,000 - ハード - 32S/32Q/16D                                                                     | アナベル・メディナ・ガリゲス アランチャ・パラ・サントンハ         | ペトラ・マルティッチ マリア・サンチェス              | 4–6, 7–5, [10–7]       |
| 2月29日         | WTAマレーシア・オープン クアラルンプール $250,000 - ハード - 32S/24Q/16D                                                            | エリナ・スビトリナ                                                | ウージニー・ブシャール                               | 6–7(5–7), 6–4, 7–5     |
| 2月29日         | WTAマレーシア・オープン クアラルンプール $250,000 - ハード - 32S/24Q/16D                                                            | バラットチャヤ・ウォンテアンチャイ 楊釗煊                         | 梁晨 王雅繁                                          | 4–6, 6–4, [10–7]       |
| 3月7日 3月14日  | BNPパリバ・オープン インディアンウェルズ $6,844,139 - ハード - 96S/48Q/32D                                                          | ビクトリア・アザレンカ                                            | セリーナ・ウィリアムズ                               | 6–4, 6–4               |
| 3月7日 3月14日  | BNPパリバ・オープン インディアンウェルズ $6,844,139 - ハード - 96S/48Q/32D                                                          | ベサニー・マテック＝サンズ ココ・バンダウェイ                     | ユリア・ゲルゲス カロリナ・プリスコバ                | 4–6, 6–4, [10–6]       |
| 3月21日 3月28日 | マイアミ・オープン マイアミ $6,844,139 - ハード - 96S/48Q/32D                                                                       | ビクトリア・アザレンカ                                            | スベトラーナ・クズネツォワ                           | 6–3, 6–2               |
| 3月21日 3月28日 | マイアミ・オープン マイアミ $6,844,139 - ハード - 96S/48Q/32D                                                                       | ベサニー・マテック＝サンズ ルーシー・サファロバ                   | ティメア・バボシュ ヤロスラワ・シュウェドワ          | 6–3, 6–4               |
| 4月4日          | ボルボ・カーズ・オープン チャールストン $753,000 - クレー - 56S/48Q/16D                                                             | スローン・スティーブンス                                          | エレーナ・ベスニナ                                   | 7–6(7–4), 6–2          |
| 4月4日          | ボルボ・カーズ・オープン チャールストン $753,000 - クレー - 56S/48Q/16D                                                             | キャロリン・ガルシア クリスティナ・ムラデノビッチ                 | ベサニー・マテック＝サンズ ルーシー・サファロバ      | 6–2, 7–5               |
| 4月4日          | カトヴィツェ・オープン カトヴィツェ $250,000 - ハード (室内) - 32S/32Q/16D                                                          | ドミニカ・チブルコバ                                              | カミラ・ジョルジ                                     | 6–4, 6–0               |
| 4月4日          | カトヴィツェ・オープン カトヴィツェ $250,000 - ハード (室内) - 32S/32Q/16D                                                          | 穂積絵莉 加藤未唯                                                 | ヴァレンチナ・イワフネンコ マリナ・メリニコワ        | 3–6, 7–5, [10–8]       |
| 4月11日         | フェドカップ準決勝 ルツェルン - ハード (室内) トレラーゼ - クレー (室内)                                                            | 勝利チーム · チェコ · フランス                                    | 敗退チーム · スイス · オランダ                       | 3-2                    |
| 4月11日         | クラロ・コルサニータス・カップ ボゴタ $250,000 - クレー - 32S/24Q/16D                                                               | イリナ・ファルコニ                                                | シルビア・ソレル＝エスピノサ                         | 6-2, 2-6, 6-4          |
| 4月11日         | クラロ・コルサニータス・カップ ボゴタ $250,000 - クレー - 32S/24Q/16D                                                               | ララ・アルアバレナ タチアナ・マリア                               | ガブリエラ・セ アンドレア・ゴメス                    | 6–2, 4–6, [10–8]       |
| 4月18日         | ポルシェ・テニス・グランプリ シュトゥットガルト $759,000 - クレー - 28S/32Q/16D                                                     | アンゲリク・ケルバー                                              | ラウラ・シグムント                                   | 6–4, 6–0               |
| 4月18日         | ポルシェ・テニス・グランプリ シュトゥットガルト $759,000 - クレー - 28S/32Q/16D                                                     | キャロリン・ガルシア クリスティナ・ムラデノビッチ                 | マルチナ・ヒンギス サニア・ミルザ                    | 2–6, 6–1, [10–6]       |
| 4月18日         | イスタンブール・カップ イスタンブール $250,000 - クレー - 32S/24Q/16D                                                               | ジャグラ・ブユカクジャイ                                          | ダンカ・コビニッチ                                   | 3–6, 6–2, 6–3          |
| 4月18日         | イスタンブール・カップ イスタンブール $250,000 - クレー - 32S/24Q/16D                                                               | アンドレア・ミトゥ イペク・ソイル                                 | クセーニャ・クノル ダンカ・コビニッチ                | 棄権                   |
| 4月25日         | SARラ・プリンセス・ラーラ・メリヤム・グランプリ ラバト $250,000 - クレー - 32S/32Q/16D                                              | ティメア・バシンスキー                                            | マリーナ・エラコビッチ                               | 6–2, 6–1               |
| 4月25日         | SARラ・プリンセス・ラーラ・メリヤム・グランプリ ラバト $250,000 - クレー - 32S/32Q/16D                                              | クセーニャ・クノル アレクサンドラ・クルニッチ                     | タチアナ・マリア ラルカ・オラル                      | 6–3, 6–0               |
| 4月25日         | プラハ・オープン プラハ $500,000 - クレー - 32S/32Q/16D                                                                             | ルーシー・サファロバ                                              | サマンサ・ストーサー                                 | 3–6, 6–1, 6–4          |
| 4月25日         | プラハ・オープン プラハ $500,000 - クレー - 32S/32Q/16D                                                                             | マルガリータ・ガスパリャン アンドレア・フラバーチコバ             | マリア・イリゴエン パウラ・カニア                    | 6–4, 6–2               |
| 5月2日          | ムチュア・マドリード・オープン マドリード $4,942,700 - クレー - 64S/32Q/28D                                                         | シモナ・ハレプ                                                    | ドミニカ・チブルコバ                                 | 6–2, 6–4               |
| 5月2日          | ムチュア・マドリード・オープン マドリード $4,942,700 - クレー - 64S/32Q/28D                                                         | キャロリン・ガルシア クリスティナ・ムラデノビッチ                 | マルチナ・ヒンギス サニア・ミルザ                    | 6–4, 6–4               |
| 5月9日          | BNLイタリア国際 ローマ $2,513,000 - クレー - 56S/32Q/28D                                                                            | セリーナ・ウィリアムズ                                            | マディソン・キーズ                                   | 7–6(7–5), 6–3          |
| 5月9日          | BNLイタリア国際 ローマ $2,513,000 - クレー - 56S/32Q/28D                                                                            | マルチナ・ヒンギス サニア・ミルザ                                 | エカテリーナ・マカロワ エレーナ・ベスニナ            | 6–1, 6–7(5–7), [10–3]  |
| 5月16日         | ストラスブール国際 ストラスブール $250,000 - クレー - 32S/24Q/16D                                                                   | キャロリン・ガルシア                                              | ミリヤナ・ルチッチ＝バロニ                           | 6–4, 6–1               |
| 5月16日         | ストラスブール国際 ストラスブール $250,000 - クレー - 32S/24Q/16D                                                                   | アナベル・メディナ・ガリゲス アランチャ・パラ・サントンハ         | マリア・イリゴエン 梁晨                              | 6–2, 6–0               |
| 5月16日         | ニュルンベルク・カップ ニュルンベルク $250,000 - クレー - 32S/24Q/16D                                                               | キキ・ベルテンス                                                  | マリアナ・ドゥケ＝マリノ                             | 6–2, 6–2               |
| 5月16日         | ニュルンベルク・カップ ニュルンベルク $250,000 - クレー - 32S/24Q/16D                                                               | キキ・ベルテンス ヨハンナ・ラーション                             | 青山修子 レナタ・ボラコバ                            | 6–3, 6–4               |
| 5月23日 5月30日 | 全仏オープン パリ €14,712,000 - クレー 128S/96Q/64D/32X シングルス - ダブルス - 混合ダブルス                                        | ガルビネ・ムグルサ                                                | セリーナ・ウィリアムズ                               | 7–5, 6–4               |
| 5月23日 5月30日 | 全仏オープン パリ €14,712,000 - クレー 128S/96Q/64D/32X シングルス - ダブルス - 混合ダブルス                                        | キャロリン・ガルシア クリスティナ・ムラデノビッチ                 | エカテリーナ・マカロワ エレーナ・ベスニナ            | 6–3, 2–6, 6–4          |
| 5月23日 5月30日 | 全仏オープン パリ €14,712,000 - クレー 128S/96Q/64D/32X シングルス - ダブルス - 混合ダブルス                                        | マルチナ・ヒンギス リーンダー・パエス                             | サニア・ミルザ イワン・ドディグ                      | 4–6, 6–4, [10–8]       |
| 6月6日          | ノッティンガム・オープン ノッティンガム $250,000 - 芝 - 32S/32Q/16D                                                                 | カロリナ・プリスコバ                                              | アリソン・リスク                                     | 7–6(10–8), 7–5         |
| 6月6日          | ノッティンガム・オープン ノッティンガム $250,000 - 芝 - 32S/32Q/16D                                                                 | アンドレア・フラバーチコバ 彭帥                                   | ガブリエラ・ダブロウスキー 楊釗煊                    | 7–5, 3–6, [10–7]       |
| 6月6日          | リコー・オープン スヘルトーヘンボス $250,000 - 芝 - 32S/32Q/16D                                                                     | ココ・バンダウェイ                                                | クリスティナ・ムラデノビッチ                         | 7–5, 7–5               |
| 6月6日          | リコー・オープン スヘルトーヘンボス $250,000 - 芝 - 32S/32Q/16D                                                                     | オクサナ・カラシニコワ ヤロスラワ・シュウェドワ                   | クセーニャ・クノル アレクサンドラ・クルニッチ        | 6–1, 6–1               |
| 6月13日         | エイゴン・クラシック バーミンガム $846,000 - 芝 - 32S/32Q/16D                                                                       | マディソン・キーズ                                                | バルボラ・ストリコバ                                 | 6–3, 6–4               |
| 6月13日         | エイゴン・クラシック バーミンガム $846,000 - 芝 - 32S/32Q/16D                                                                       | カロリナ・プリスコバ バルボラ・ストリコバ                         | バニア・キング アーラ・クドリャフツェワ              | 6–3, 7–6(7–1)          |
| 6月13日         | マヨルカ・オープン マヨルカ $250,000 - 芝 - 32S/32Q/16D                                                                             | キャロリン・ガルシア                                              | アナスタシヤ・セバストワ                             | 6–3, 6–4               |
| 6月13日         | マヨルカ・オープン マヨルカ $250,000 - 芝 - 32S/32Q/16D                                                                             | ガブリエラ・ダブロウスキー マリア・ホセ・マルティネス・サンチェス | アンナ＝レナ・フリードサム ラウラ・シグムント        | 6–4, 6–2               |
| 6月20日         | エイゴン国際 イーストボーン $776,878 - 芝 - 48S/32Q/16D                                                                             | ドミニカ・チブルコバ                                              | カロリナ・プリスコバ                                 | 7–5, 6–3               |
| 6月20日         | エイゴン国際 イーストボーン $776,878 - 芝 - 48S/32Q/16D                                                                             | ダリア・ユラク アナスタシア・ロディオノワ                         | 詹皓晴 詹詠然                                        | 5–7, 7–6(7–4), [10–6]  |
| 6月27日 7月4日  | ウィンブルドン ロンドン £12,983,000 - 芝 128S/96Q/64D/48X シングルス - ダブルス - 混合ダブルス                                      | セリーナ・ウィリアムズ                                            | アンゲリク・ケルバー                                 | 7–5, 6–3               |
| 6月27日 7月4日  | ウィンブルドン ロンドン £12,983,000 - 芝 128S/96Q/64D/48X シングルス - ダブルス - 混合ダブルス                                      | セリーナ・ウィリアムズ ビーナス・ウィリアムズ                     | ティメア・バボシュ ヤロスラワ・シュウェドワ          | 6–3, 6–4               |
| 6月27日 7月4日  | ウィンブルドン ロンドン £12,983,000 - 芝 128S/96Q/64D/48X シングルス - ダブルス - 混合ダブルス                                      | ヘザー・ワトソン ヘンリ・コンティネン                             | アンナ＝レナ・グローネフェルト ロベルト・ファラ      | 7–6(7–5), 6–4          |
| 7月11日         | ブカレスト・オープン ブカレスト $250,000 - クレー - 32S/32Q/16D                                                                     | シモナ・ハレプ                                                    | アナスタシヤ・セバストワ                             | 6–0, 6–0               |
| 7月11日         | ブカレスト・オープン ブカレスト $250,000 - クレー - 32S/32Q/16D                                                                     | ジェシカ・ムーア バラットチャヤ・ウォンテアンチャイ               | アレクサンドラ・カダントゥ カテジナ・ピテル          | 6–3, 7–6(7–5)          |
| 7月11日         | グシュタード・レディース選手権 グシュタード $250,000 - クレー - 32S/16Q/16D                                                         | ビクトリヤ・ゴルビッチ                                            | キキ・ベルテンス                                     | 4–6, 6–3, 6–4          |
| 7月11日         | グシュタード・レディース選手権 グシュタード $250,000 - クレー - 32S/16Q/16D                                                         | ララ・アルアバレナ クセーニャ・クノル                             | アニカ・ベック エフゲニア・ロディナ                  | 6–1, 3–6, [10–8]       |
| 7月18日         | バンク・オブ・ウエスト・クラシック スタンフォード $846,000 - ハード - 28S/32Q/16D                                                   | ジョアンナ・コンタ                                                | ビーナス・ウィリアムズ                               | 7–5, 5–7, 6–2          |
| 7月18日         | バンク・オブ・ウエスト・クラシック スタンフォード $846,000 - ハード - 28S/32Q/16D                                                   | ラケル・アタウォ アビゲイル・スピアーズ                           | ダリア・ユラク アナスタシア・ロディオノワ            | 6–3, 6–4               |
| 7月18日         | シティ・オープン ワシントンD.C. $250,000 - ハード - 32S/32Q/16D                                                                     | ヤニナ・ウィックマイヤー                                          | ローレン・デービス                                   | 6–4, 6–2               |
| 7月18日         | シティ・オープン ワシントンD.C. $250,000 - ハード - 32S/32Q/16D                                                                     | モニカ・ニクレスク ヤニナ・ウィックマイヤー                       | 青山修子 尾﨑里紗                                    | 6–4, 6–3               |
| 7月18日         | スウェーデン・オープン ボースタード $250,000 - クレー - 32S/32Q/16D                                                                 | ラウラ・シグムント                                                | カテリナ・シニアコバ                                 | 7–5, 6–1               |
| 7月18日         | スウェーデン・オープン ボースタード $250,000 - クレー - 32S/32Q/16D                                                                 | アンドレア・ミトゥ アリシア・ロソルスカ                           | レスレイ・ケルクホーフェ リジア・マロザワ            | 6–3, 7–5               |
| 7月25日         | ロジャーズ・カップ モントリオール $2,714,413 - ハード - 56S/48Q/28D                                                                 | シモナ・ハレプ                                                    | マディソン・キーズ                                   | 7–6(7–2), 6–3          |
| 7月25日         | ロジャーズ・カップ モントリオール $2,714,413 - ハード - 56S/48Q/28D                                                                 | エカテリーナ・マカロワ エレーナ・ベスニナ                         | シモナ・ハレプ モニカ・ニクレスク                    | 6–3, 7–6(7–5)          |
| 8月1日          | ブラジル・テニス・カップ フロリアノーポリス $250,000 - クレー - 32S/24Q/16D                                                         | イリーナ＝カメリア・ベグ                                          | ティメア・バボシュ                                   | 2–6, 6–4, 6–3          |
| 8月1日          | ブラジル・テニス・カップ フロリアノーポリス $250,000 - クレー - 32S/24Q/16D                                                         | リュドミラ・キチェノク ナディア・キチェノク                       | ティメア・バボシュ レカ＝ルカ・ヤニ                  | 6–3, 6–1               |
| 8月1日          | 江西省オープン 南昌 $250,000 - ハード - 32S/24Q/16D                                                                                 | 段瑩瑩                                                            | バニア・キング                                       | 1–6, 6–4, 6–2          |
| 8月1日          | 江西省オープン 南昌 $250,000 - ハード - 32S/24Q/16D                                                                                 | 梁晨 魯晶晶                                                       | 青山修子 二宮真琴                                    | 3–6, 7–6(7–2), [13–11] |
| 8月8日          | リオデジャネイロオリンピック リオデジャネイロ - ハード -64S/32D/16X シングルス - ダブルス - 混合ダブルス                            | モニカ・プイグ                                                    | アンゲリク・ケルバー                                 | 6–4, 4–6, 6–1          |
| 8月8日          | リオデジャネイロオリンピック リオデジャネイロ - ハード -64S/32D/16X シングルス - ダブルス - 混合ダブルス                            | エカテリーナ・マカロワ エレーナ・ベスニナ                         | ティメア・バシンスキー マルチナ・ヒンギス            | 6–4, 6–4               |
| 8月8日          | リオデジャネイロオリンピック リオデジャネイロ - ハード -64S/32D/16X シングルス - ダブルス - 混合ダブルス                            | ベサニー・マテック＝サンズ ジャック・ソック                       | ビーナス・ウィリアムズ ラジーブ・ラム                | 6–7(3–7), 6–1, [10–7]  |
| 8月15日         | ウエスタン・アンド・サザン・オープン シンシナティ $2,804,000 - ハード - 48S/32Q/28D                                                 | カロリナ・プリスコバ                                              | アンゲリク・ケルバー                                 | 6–3, 6–1               |
| 8月15日         | ウエスタン・アンド・サザン・オープン シンシナティ $2,804,000 - ハード - 48S/32Q/28D                                                 | サニア・ミルザ バルボラ・ストリコバ                               | マルチナ・ヒンギス ココ・バンダウェイ                | 7–5, 6–4               |
| 8月22日         | コネティカット・オープン ニューヘイブン $761,000 - ハード - 30S/32Q/16D                                                             | アグニエシュカ・ラドワンスカ                                      | エリナ・スビトリナ                                   | 6–1, 7–6(7–3)          |
| 8月22日         | コネティカット・オープン ニューヘイブン $761,000 - ハード - 30S/32Q/16D                                                             | サニア・ミルザ モニカ・ニクレスク                                 | カテリナ・ボンダレンコ 荘佳容                        | 7–5, 6–4               |
| 8月29日 9月5日  | 全米オープン ニューヨーク $22,112,700 - ハード 128S/128Q/64D/32X シングルス - ダブルス - 混合ダブルス                               | アンゲリク・ケルバー                                              | カロリナ・プリスコバ                                 | 6–3, 4–6, 6–4          |
| 8月29日 9月5日  | 全米オープン ニューヨーク $22,112,700 - ハード 128S/128Q/64D/32X シングルス - ダブルス - 混合ダブルス                               | ベサニー・マテック＝サンズ ルーシー・サファロバ                   | キャロリン・ガルシア クリスティナ・ムラデノビッチ    | 2–6, 7–6(7–5), 6–4     |
| 8月29日 9月5日  | 全米オープン ニューヨーク $22,112,700 - ハード 128S/128Q/64D/32X シングルス - ダブルス - 混合ダブルス                               | ラウラ・シグムント マテ・パビッチ                                 | ココ・バンダウェイ ラジーブ・ラム                    | 6–4, 6–4               |
| 9月12日         | クープ・バンク・ナショナル ケベック・シティー $250,000 - カーペット (室内) - 32S/32Q/16D                                            | オセアヌ・ドダン                                                  | ローレン・デービス                                   | 6–4, 6–3               |
| 9月12日         | クープ・バンク・ナショナル ケベック・シティー $250,000 - カーペット (室内) - 32S/32Q/16D                                            | アンドレア・フラバーチコバ ルーシー・ハラデツカ                   | アーラ・クドリャフツェワ アレクサンドラ・パノワ      | 7–6(2), 7–6(2)         |
| 9月12日         | ジャパン女子オープンテニス 東京 $250,000 - ハード - 32S/32Q/16D                                                                     | クリスティナ・マクヘール                                          | カテリナ・シニアコバ                                 | 3–6, 6–4, 6–4          |
| 9月12日         | ジャパン女子オープンテニス 東京 $250,000 - ハード - 32S/32Q/16D                                                                     | 青山修子 二宮真琴                                                 | ジョセリン・レイ アナ・スミス                        | 6–3, 6–3               |
| 9月19日         | 東レ・パンパシフィック・オープン 東京 $1,000,000 - ハード - 28S/32Q/16D                                                             | キャロライン・ウォズニアッキ                                      | 大坂なおみ                                           | 7–5, 6–3               |
| 9月19日         | 東レ・パンパシフィック・オープン 東京 $1,000,000 - ハード - 28S/32Q/16D                                                             | サニア・ミルザ バルボラ・ストリコバ                               | 梁晨 楊釗煊                                          | 6–1, 6–1               |
| 9月19日         | 韓国オープン ソウル $250,000 - ハード - 32S/32Q/16D                                                                                 | ララ・アルアバレナ                                                | モニカ・ニクレスク                                   | 6–0, 2–6, 6–0          |
| 9月19日         | 韓国オープン ソウル $250,000 - ハード - 32S/32Q/16D                                                                                 | キルステン・フリプケンス ヨハンナ・ラーション                     | 大前綾希子 ペアンタルン・プリプエチ                  | 6–2, 6–3               |
| 9月19日         | 広州国際女子オープン 広州 $250,000 - ハード - 32S/24Q/16D                                                                           | レシア・ツレンコ                                                  | エレナ・ヤンコビッチ                                 | 6–4, 3–6, 6–4          |
| 9月19日         | 広州国際女子オープン 広州 $250,000 - ハード - 32S/24Q/16D                                                                           | アジア・ムハンマド 彭帥                                           | オリガ・ゴボツォワ ベラ・ラプコ                      | 6–2, 7–6(3)            |
| 9月26日         | 武漢オープン 武漢 $2,589,000 - ハード - 56S/32Q/16D                                                                                 | ペトラ・クビトバ                                                  | ドミニカ・チブルコバ                                 | 6–1, 6–1               |
| 9月26日         | 武漢オープン 武漢 $2,589,000 - ハード - 56S/32Q/16D                                                                                 | ベサニー・マテック＝サンズ ルーシー・サファロバ                   | サニア・ミルザ バルボラ・ストリコバ                  | 6–1, 6–4               |
| 9月26日         | タシケント・オープン タシケント $250,000 - ハード - 32S/24Q/16D                                                                     | クリスティナ・プリスコバ                                          | 日比野菜緒                                           | 6–3, 2–6, 6–3          |
| 9月26日         | タシケント・オープン タシケント $250,000 - ハード - 32S/24Q/16D                                                                     | ラルカ・オラル イペク・ソイル                                     | デミ・スクールス レナタ・ボラコバ                    | 7–5, 6–3               |
| 10月3日         | チャイナ・オープン 北京 $6,289,521 - ハード - 60S/32Q/28D                                                                           | アグニエシュカ・ラドワンスカ                                      | ジョアンナ・コンタ                                   | 6–4, 6–2               |
| 10月3日         | チャイナ・オープン 北京 $6,289,521 - ハード - 60S/32Q/28D                                                                           | ベサニー・マテック＝サンズ ルーシー・サファロバ                   | キャロリン・ガルシア クリスティナ・ムラデノビッチ    | 6–4, 6–4               |
| 10月10日        | 天津オープン 天津 $500,000 - ハード - 32S/32Q/16D                                                                                   | 彭帥                                                              | アリソン・リスク                                     | 7–6(3), 6–2            |
| 10月10日        | 天津オープン 天津 $500,000 - ハード - 32S/32Q/16D                                                                                   | 彭帥 クリスティナ・マクヘール                                     | マグダ・リネッテ 徐一幡                              | 7–6(8), 6–0            |
| 10月10日        | 香港オープン 香港 $250,000 - ハード - 32S/16Q/16D                                                                                   | キャロライン・ウォズニアッキ                                      | クリスティナ・ムラデノビッチ                         | 6–1, 6–7(4), 6–2       |
| 10月10日        | 香港オープン 香港 $250,000 - ハード - 32S/16Q/16D                                                                                   | 詹皓晴 詹詠然                                                     | ナオミ・ブローディ ヘザー・ワトソン                  | 6–3, 6–1               |
| 10月10日        | オーストリア・レディース・リンツ リンツ $250,000 - ハード (室内) - 32S/32Q/16D                                                      | ドミニカ・チブルコバ                                              | ビクトリヤ・ゴルビッチ                               | 6–3, 7–5               |
| 10月10日        | オーストリア・レディース・リンツ リンツ $250,000 - ハード (室内) - 32S/32Q/16D                                                      | キキ・ベルテンス ヨハンナ・ラーション                             | アンナ＝レナ・グローネフェルト クベタ・ペシュケ      | 4–6, 6–2, [10–7]       |
| 10月17日        | クレムリン・カップ モスクワ $823,888 - ハード (室内) - 28S/32Q/16D                                                                  | スベトラーナ・クズネツォワ                                        | ダリア・ガブリロワ                                   | 6–2, 6–1               |
| 10月17日        | クレムリン・カップ モスクワ $823,888 - ハード (室内) - 28S/32Q/16D                                                                  | アンドレア・フラバーチコバ ルーシー・ハラデツカ                   | ダリア・ガブリロワ ダリア・カサトキナ                | 4–6, 6–0, [10–7]       |
| 10月17日        | BGLルクセンブルク・オープン ルクセンブルク $250,000 - ハード (室内) - 32S/32Q/16D                                                   | モニカ・ニクレスク                                                | ペトラ・クビトバ                                     | 6–4, 6–0               |
| 10月17日        | BGLルクセンブルク・オープン ルクセンブルク $250,000 - ハード (室内) - 32S/32Q/16D                                                   | キキ・ベルテンス ヨハンナ・ラーション                             | モニカ・ニクレスク マリア・パトリシア・ツィグ        | 4–6, 7–5, [11–9]       |
| 10月24日        | TEB・BNPパリバ・WTAチャンピオンシップ シンガポール $7,000,000 - ハード (室内) - 8S (RR)/8D                                          | ドミニカ・チブルコバ                                              | アンゲリク・ケルバー                                 | 6–3, 6–4               |
| 10月24日        | TEB・BNPパリバ・WTAチャンピオンシップ シンガポール $7,000,000 - ハード (室内) - 8S (RR)/8D                                          | エカテリーナ・マカロワ エレーナ・ベスニナ                         | ベサニー・マテック＝サンズ ルーシー・サファロバ      | 7–6(7–5), 6–3          |
| 10月31日        | WTAエリート・トロフィー 珠海 $2,214,500 - ハード (室内) - 12S/6D                                                                    | ペトラ・クビトバ                                                  | エリナ・スビトリナ                                   | 6–4, 6–2               |
| 10月31日        | WTAエリート・トロフィー 珠海 $2,214,500 - ハード (室内) - 12S/6D                                                                    | イペク・ソイル 徐一幡                                             | 楊釗煊 尤暁迪                                        | 6–4, 3–6, [10–7]       |
| 11月7日         | フェドカップ決勝 ストラスブール - ハード (室内)                                                                                     | チェコ                                                            | フランス                                             | 3-2                    |

## 2016年最終ランキング
| 順位 | 選手                         | ポイント | 出場数 |
| ---- | ---------------------------- | -------- | ------ |
| 1    | アンゲリク・ケルバー         | 9080     | 21     |
| 2    | セリーナ・ウィリアムズ       | 7050     | 14     |
| 3    | アグニエシュカ・ラドワンスカ | 5600     | 20     |
| 4    | シモナ・ハレプ               | 5228     | 18     |
| 5    | ドミニカ・チブルコバ         | 4875     | 23     |
| 6    | カロリナ・プリスコバ         | 4600     | 22     |
| 7    | ガルビネ・ムグルサ           | 4236     | 20     |
| 8    | マディソン・キーズ           | 4137     | 16     |
| 9    | スベトラーナ・クズネツォワ   | 4115     | 21     |
| 10   | ジョアンナ・コンタ           | 3640     | 23     |

| 順位 | 選手                         | ポイント | 出場数 |
| ---- | ---------------------------- | -------- | ------ |
| 1    | サニア・ミルザ               | 8135     | 22     |
| 2    | キャロリン・ガルシア         | 7920     | 17     |
| 2    | クリスティナ・ムラデノビッチ | 7920     | 19     |
| 4    | マルチナ・ヒンギス           | 7810     | 20     |
| 5    | ベサニー・マテック＝サンズ   | 7805     | 15     |
| 6    | エレーナ・ベスニナ           | 6715     | 17     |
| 7    | ルーシー・サファロバ         | 6501     | 14     |
| 8    | エカテリーナ・マカロワ       | 6220     | 13     |
| 9    | アンドレア・フラバーチコバ   | 4460     | 21     |
| 10   | ルーシー・ハラデツカ         | 4330     | 18     |

## 主な引退選手
- ソフィア・アルビドソン
- ヤネッテ・フサロバ
- アナ・イバノビッチ
- クララ・クーカロバ
- タマリネ・タナスガーン
- ニコル・バイディソバ
- 晏紫